# Daily Express

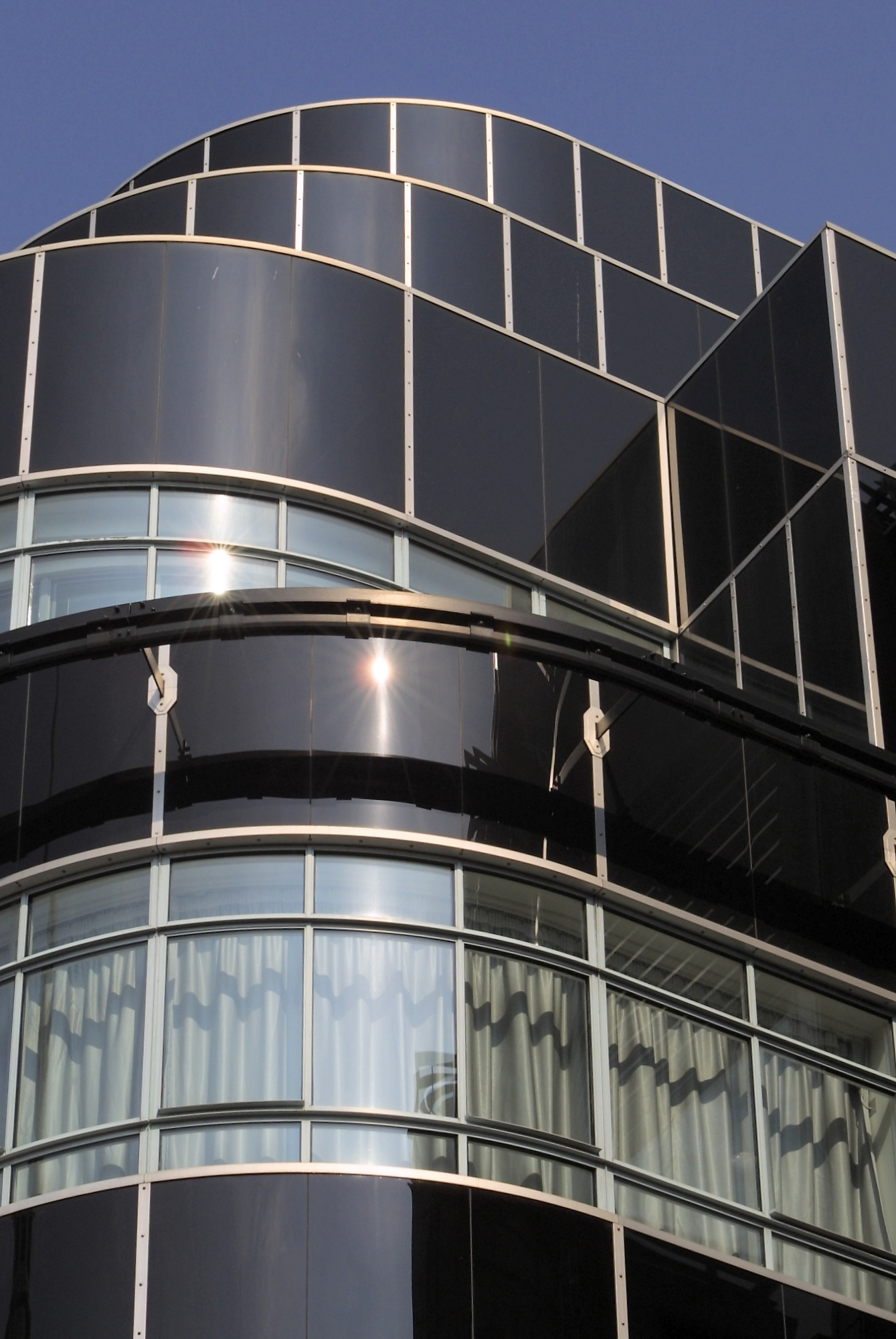
Fachada da sede do Daily Express em Londres.

The Daily Express é um tabloide diário britânico. É o principal título editado pela Express Newspapers (que também publica os jornais Daily Star e Daily Star Sunday), pertencendo atualmente a Richard Desmond.
Fundado em 1900 por Sir Arthur Pearson, comprado em 1916 por William Maxwell Aitken (Lord Beaverbrook),
o tabloide alcançou níveis altíssimos de circulação, estabelecendo recordes de vendas várias vezes durante os anos 30.
A edição de domingo do jornal é chamada de Sunday Express. Foi lançada em 1918 e é editada atualmente por Martin Townsend
O jornal foi vendido para Richard Desmond em 2000, na época já se chamavam Daily Express e Sunday Express. Em 2004 o jornal mudou a sua sede para o local atual, na Lower Thames Street em Londres.
Em julho de 2011, alcançou a circulação de 625.952 exemplares.